# Авдій (скульптор)
А́вдій (О́вдій; роки народження і смерті невідомі) — староруський скульптор-різьбяр середини XIII століття.

## Творчість
Працював у Холмі (Галицько-Волинське князівство). За літописом в Холмі у 1259 році прикрасив пофарбованою і позолоченою кам'яною різьбою (чотириликими капітелями) західні і північні фасади церкви Іоанна Златоуста, збудованої Данилом Галицьким. Над порталами виконав скульптури Спаса та Івана Золотоустого — «яко же всем зрящим дивитися бе».